# 黃嘴琵鷺
黃嘴琵鷺（學名：Platalea flavipes）是琵鷺屬的鳥類。一般分布於澳洲東南部，但有時會成為附近新西蘭、豪勳爵島及諾福克島等地區的迷鳥。
黃嘴琵鷺會在樹上、沼澤及樹根築巢，並多會棲息在樹上。牠們會在淺水濕地或乾旱的草坪出沒。牠們會將喙放入水中覓食，主要吃水生生物。牠們像其他朱鷺科般，飛行時會將頭部向前伸。